# Solz

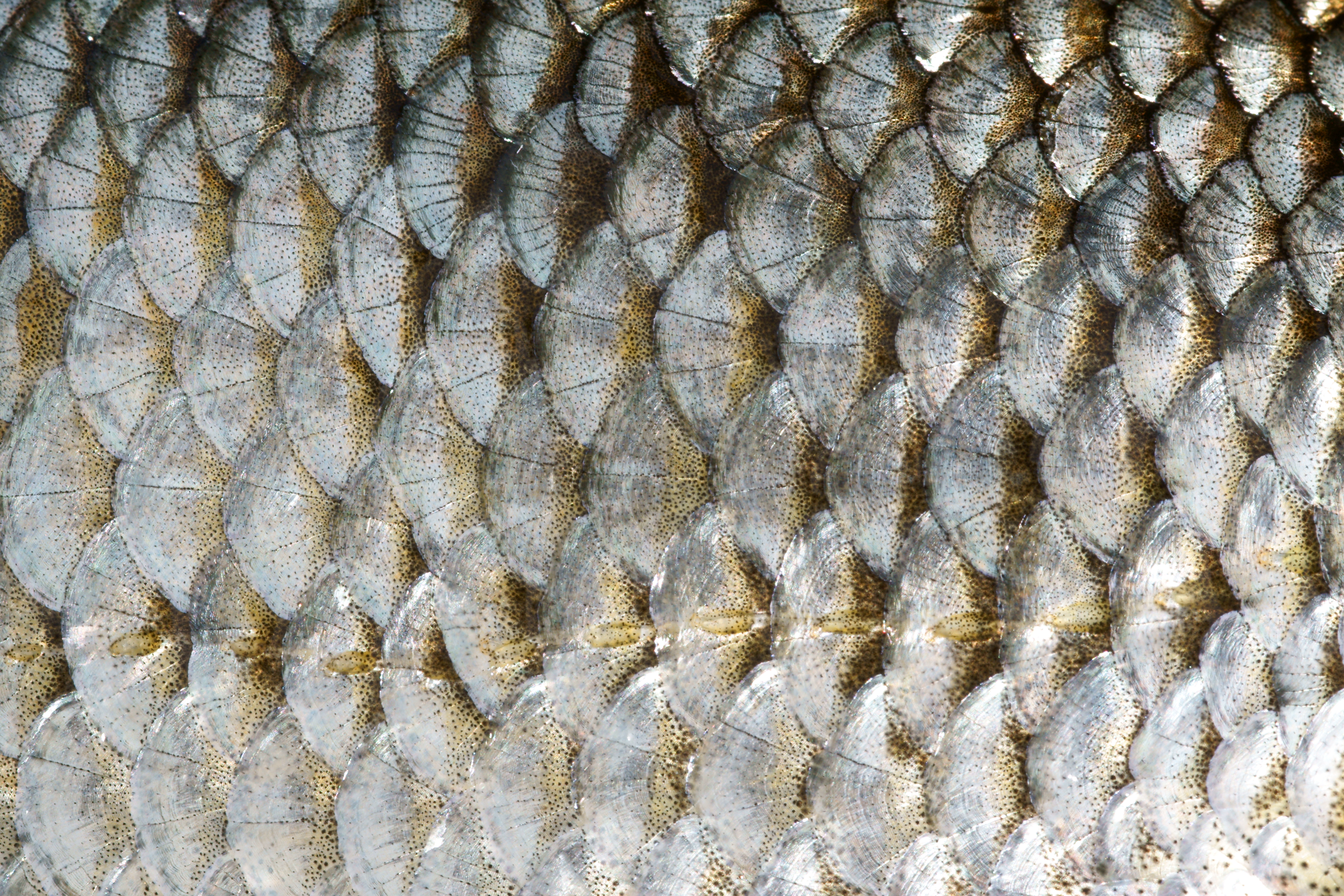
Solzi de peşte

Solzii sunt plăci de dimensiuni mici și dure care acoperă corpul unor pești, reptile sau parțial al unor mamifere (de exemplu, pangolinul). La speciile de lepidoptere (fluturi și molii), solzii se află la suprafața aripilor și sunt responsabile pentru colorația acestora.